# テルのび太
テル のび太（てる のびた、1997年10月21日 - ）は、日本のプロボクサー。緑ボクシングジム所属。トヨタ自動車従業員。

## 来歴
熊本県熊本市出身。静岡県での小学生時代に空手、その後引っ越した熊本市でキックボクシングを習った。文徳高等学校卒業。
1浪して豊田工業大学に入学。大学入学時は体重が75キロあり、「しっかりダイエットをしよう」と思い、名古屋市緑区の緑ボクシングジムに入った。
2018年4月30日にプロデビュー。当初は本名の「嶋田光高」で戦っていたが、矢吹正道に「興行なので、知名度があってナンボだ」と言われ、同年11月18日の西軍代表決定戦から「テルのび太」というリングネームを与えられる。矢吹はその後、2020年7月26日に日本ライトフライ級王者になった。
2018年のフェザー級中日本新人王を獲得。西軍代表決定戦では西日本新人王の竹本雄利に敗れ、全日本新人王決定戦への出場権は得られなかった。
2020年12月26日、刈谷市のあいおいホールで行われたスーパーバンタム級6回戦でヤノ・ジョン(駿河男児)を相手に最終6ラウンドにKO勝ちし、A級ボクサー昇格を決めた。
2021年4月、トヨタ自動車に入社。
眼鏡をかけ、背中に「のび太」と書かれた黄色いシャツ姿でリングに入る。登場曲は星野源の「ドラえもん」。